# Amadis de Gaule (Bach)
Amadis de Gaule o Amadis des Gaules (título original en francés; en español, Amadís de Gaula) es una ópera en tres actos con música de Johann Christian Bach. El libreto es una revisión efectuada por Alphonse-Marie-Denis de Vismes de Saint-Alphonse del Amadis de Philippe Quinault, musicado en origen por Jean-Baptiste Lully en 1684 que a su vez se basó en el romance sobre el caballero errante Amadís de Gaula (1508). La ópera de Bach se estrenó en la Académie Royale de Musique, París el 14 de diciembre de 1779. Siguió la moda francesa de la época de volver a musicar libretos de Quinault (Armide de Gluck y Roland de Piccinni son otros ejemplos de esta tendencia). La obra no tuvo éxito con el público parisino, principalmente debido a que no complacía ni a los seguidores de Gluck ni a los de Piccinni, los dos principales compositores de ópera rivales en Francia en aquella época. Fue la última ópera que compuso J. C. Bach.
Esta ópera se representa muy poco. En las estadísticas de Operabase aparece con sólo 2 representaciones en el período 2005-2010.

## Personajes
| Personaje                | Tesitura | Reparto del estreno, 14 de diciembre de 1779 (Director: — ) |
| ------------------------ | -------- | ----------------------------------------------------------- |
| Urgande                  | soprano  |                                                             |
| Amadis                   | tenor    | Joseph Legros                                               |
| Oriane                   | soprano  | Rosalie Levasseur                                           |
| Arcabonne                | soprano  |                                                             |
| Arcalaüs                 | bajo     | Henri Larrivée                                              |
| Fantasma de Ardan Canile | bajo     |                                                             |

## Argumento
Arcalaus y Arcabonne, hermano y hermana, ambos magos, persiguen a Amadis y su amada Oriane debido a que Amadis ha matado a su hermano Ardan Canile. Después de muchas complicaciones los amantes al final superan a sus enemigos con la ayuda de la maga buena Urgande.

## Grabación
- Amadis des Gaules (cantada en alemán en lugar del francés original) James Wagner, Ulrike Sonntag, Ibolya Verebics, Bach-Collegium Stuttgart; Gächinger Kantorei, dirigido por Helmuth Rilling (Hänssler, 1993)